# Szent Jakab-katedrális (Šibenik)
A šibeniki Szent Jakab-katedrális (Katedrala sv. Jakova) római katolikus templom Horvátországban, a Šibeniki egyházmegye székesegyháza, 2000 óta az UNESCO világörökség része.

## Története
A templom építésének gondolata már 1298-ban felmerült, de a döntés csak 1402-ben született meg. Az építés három szakaszban történt, 1431 és 1535 között. A templom alapkövét 1431. április 9-én tették le. A gótikus stílusú templom építésénél kezdetben velencei és helyi mesterek dolgoztak.

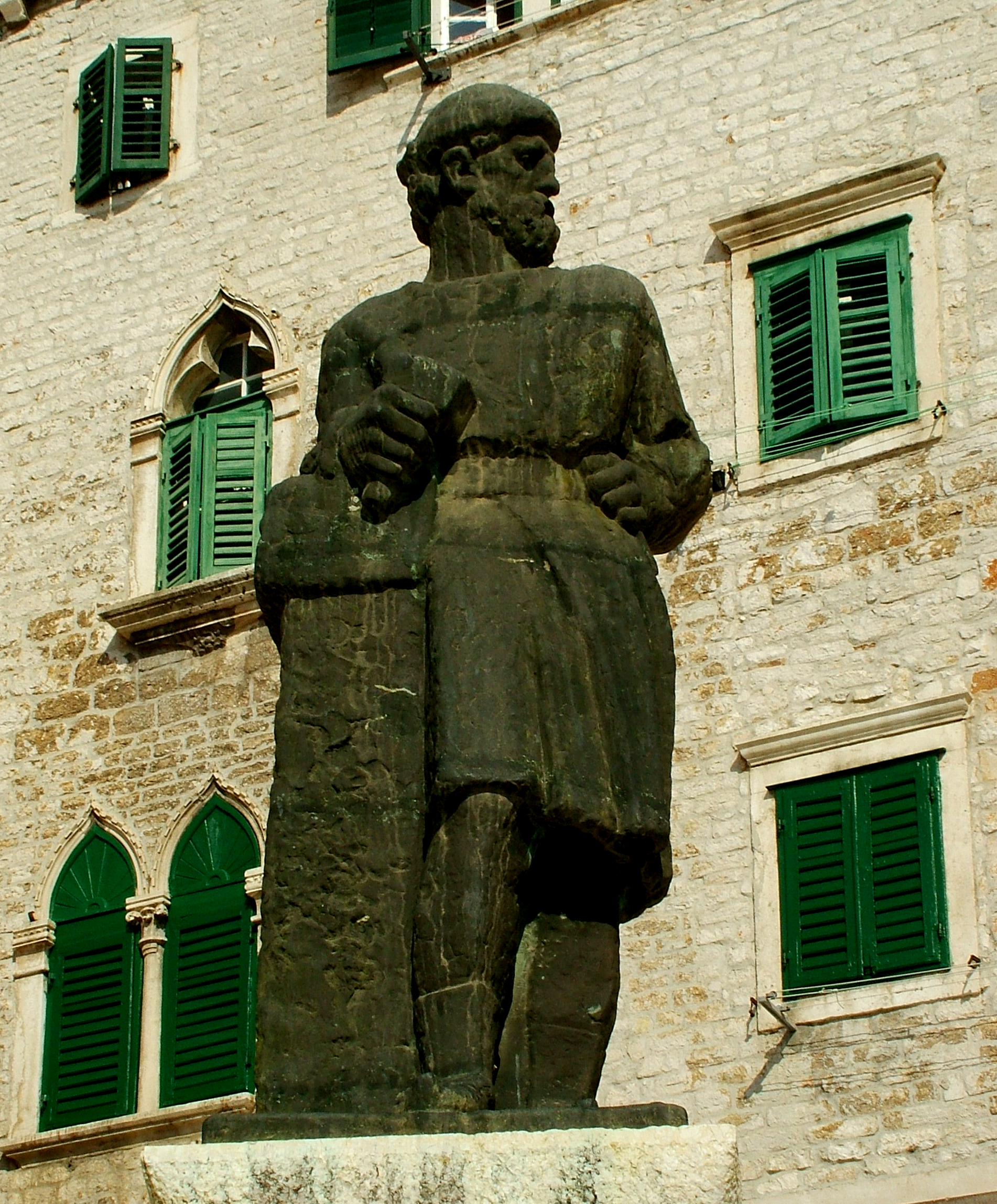
Mestrović: J. Dalmatinac szobra

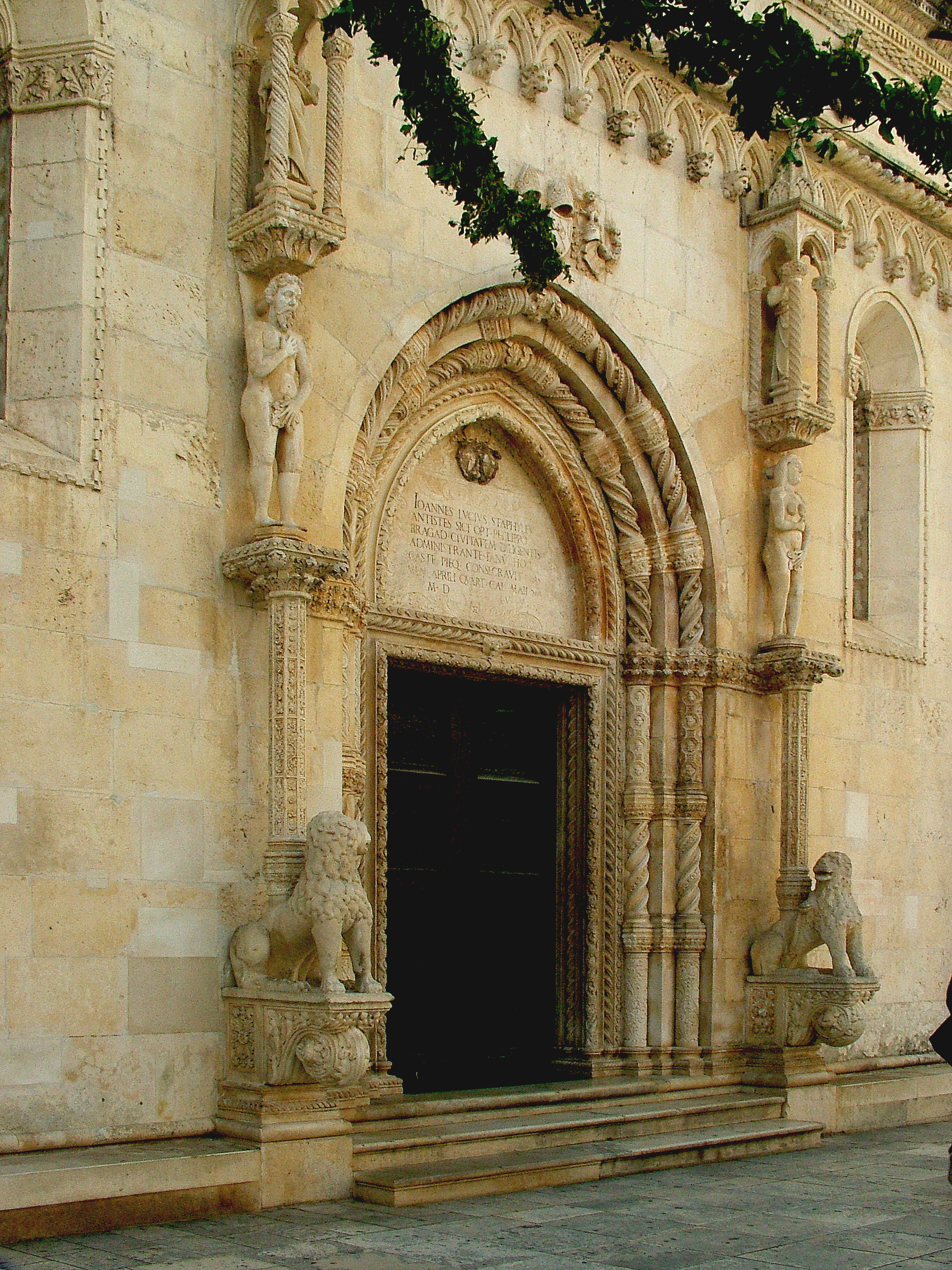
Dalmatinac: Északi, Oroszlános kapu

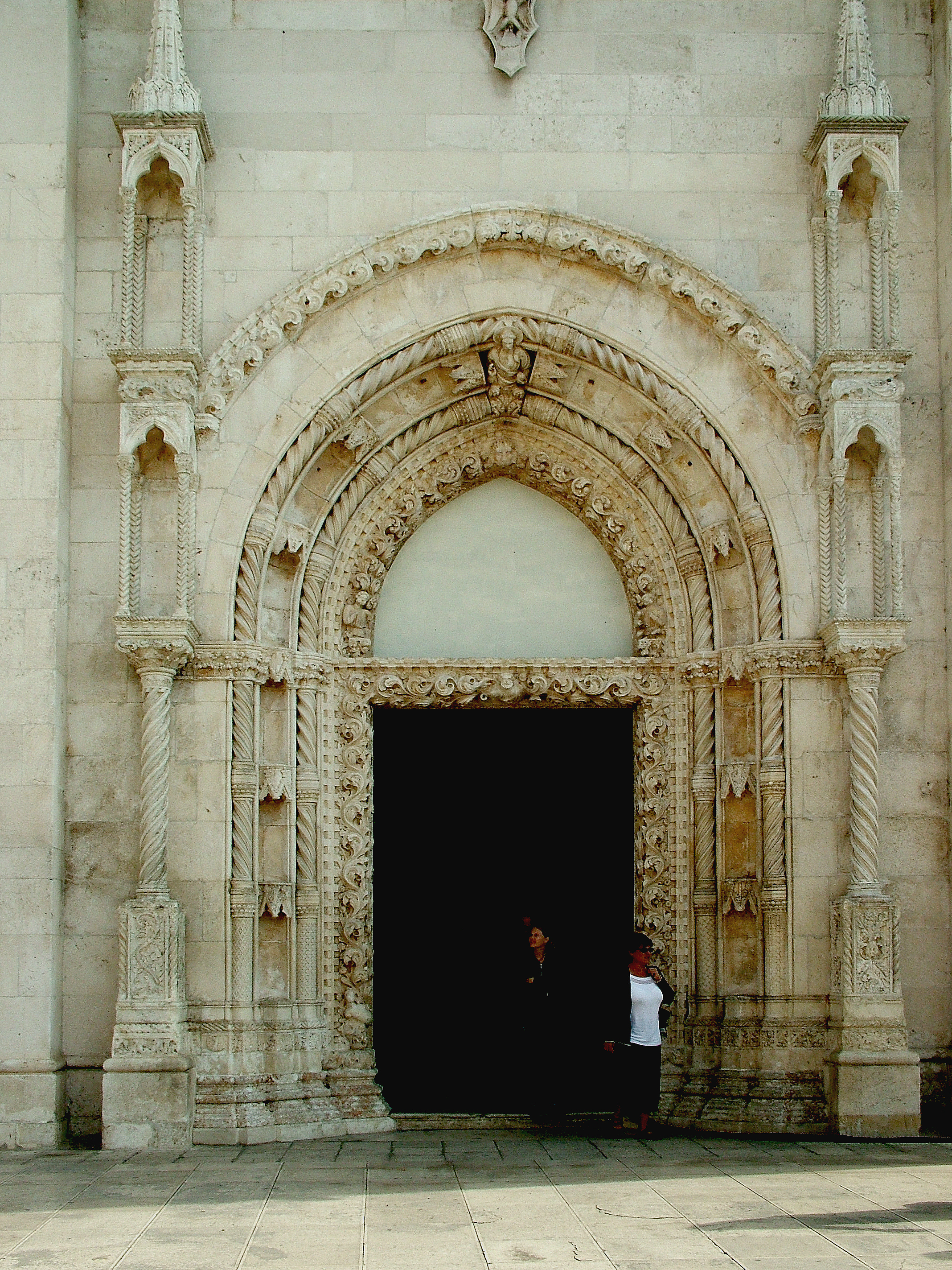
Dalmatinac: Nyugati, főkapu

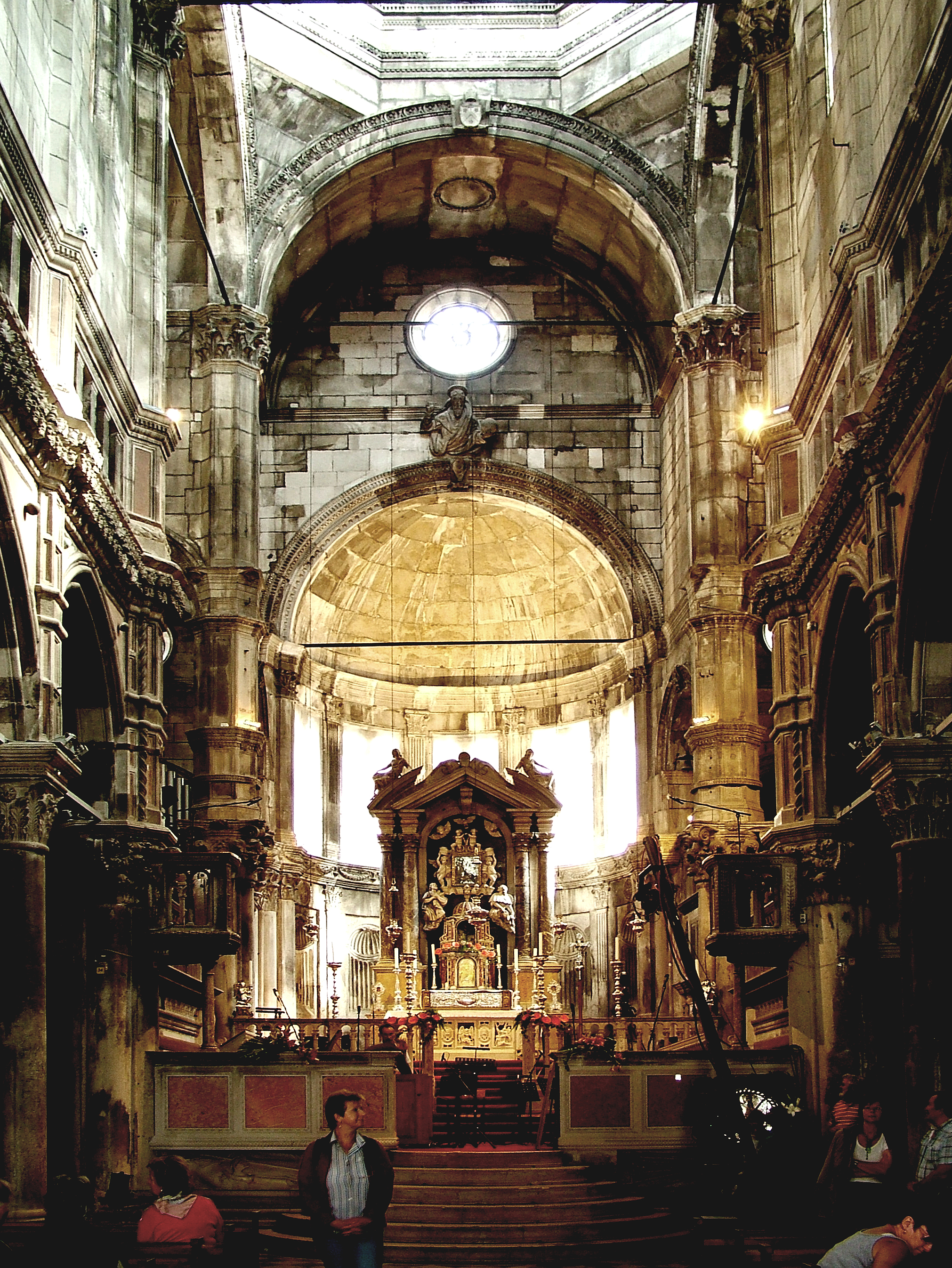
Šibenik: Katedrális belső tér

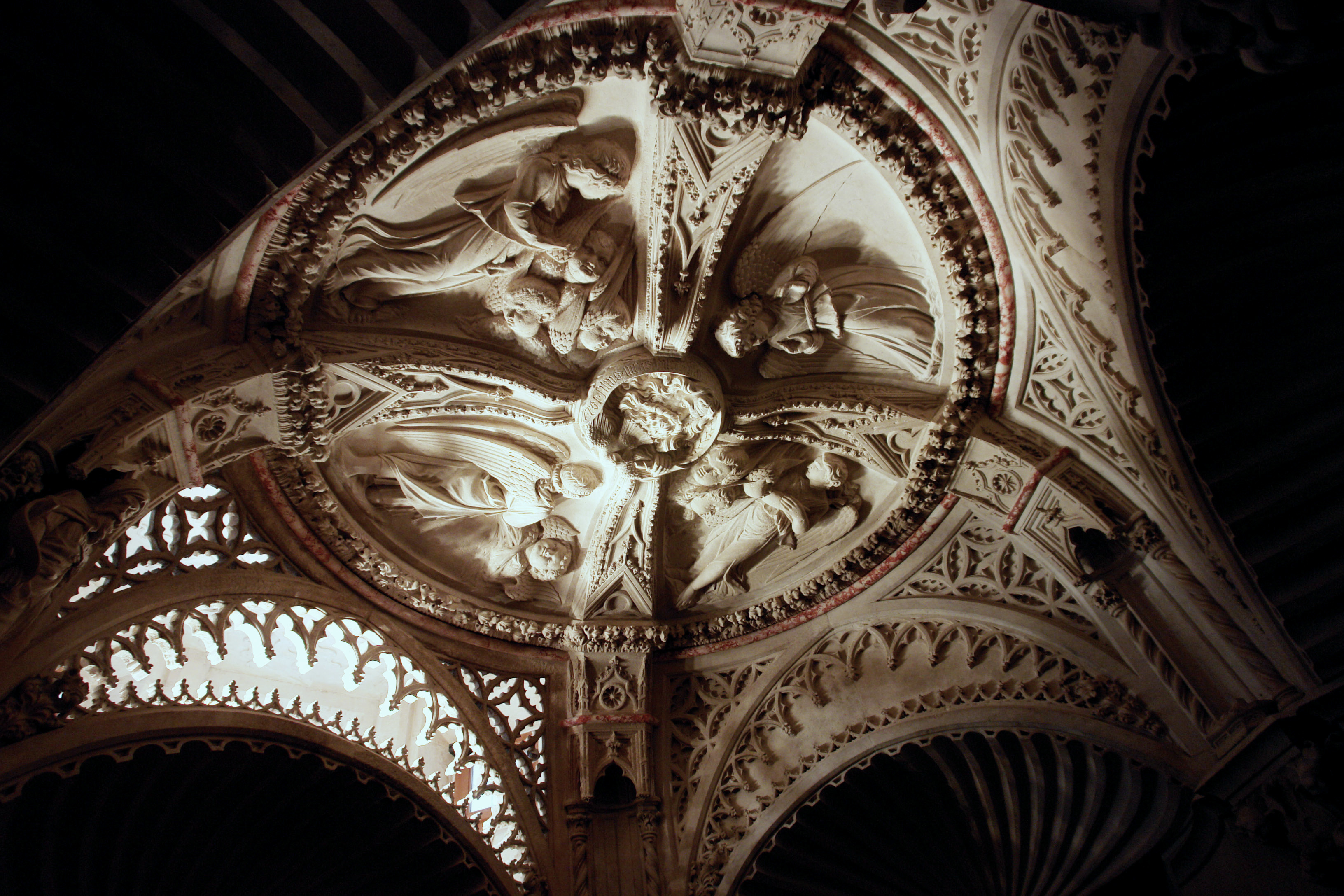
A keresztelőkápolna díszesen faragott mennyezete

1441-ben Šibenik város tanácsa a munkát a zárai akit Juraj Dalmatinacra vagyis Dalmáciai György-re bízta, akit Velencében Giorgio Orsini néven is ismertek. Ő egy oldalhajóval és apszisokkal, illetve keresztelőkápolnával bővítette ki a katedrálist, és különböző díszítőelemeket alkalmazott, köztük a 71 kis emberi fejet ábrázoló szobrot a külső falon. Úgy vélik, hogy ezek az emberfők helyi lakosokat ábrázolnak. Dalmatinac 1473-ban bekövetkezett haláláig dolgozott a dómon.
1475-től a toszkánai Niccolò di Giovanni Fiorentino mester folytatta a munkát 1505-ig reneszánsz stílusban. Ő fejezte be a dómot, a homlokzat felső részét, valamint a külső szobrokat, amelyek Szent Mihályt, Szent Jakabot és Szent Márkot ábrázolják. Ő építette a párhuzamos galériákat és tovább dolgozott a szentélyen.
Fiorentino halála után az építkezést egy csapat velencei és helyi mesterember fejezte be. A katedrálist 1555-ben szentelték fel.
1991-ben a délszláv háborúk következtében a dóm egyik oldala és a külső díszítés több helyen károsodott, amelyet azonos stílusban és azonos anyagokkal - részben helyreállítottak, a további részei még helyreállítást kívánnak. Ilyen az északi kapu Szt. Péter és Pál reliefjének pótlása (ma csak felirattal díszített), valamint a nyugati kapuoszlopok fülkeszobrai, stb. Maga az értékes templombelső szintén megérett az építészeti felújításra (lásd képeken).

## Építészeti jellegzetességei
A remekmű, amely a velencei késő gótika és az úgynevezett „diadalmaskodó reneszánsz” jegyeit mutatja, 1431-től Juraj Dalmatinac mester 1473-ban bekövetkezett haláláig épült, miközben a mester - egyéb megbízások teljesítése érdekében - néha évekre munkát vállalt Olaszországban A templom építésének megszállottjaként itáliai keresetét is élete ezen főművébe, a katedrális építésébe ölte.
A templom háromhajós, bazilikális elrendezésű, főhajója dongaboltozattal fedett. A négyezeti tér felett kupolával készült, majd ezt negyedgömb fedésű szentély követi.
A templom építés-kivitelezési érdekessége, hogy egyetlen téglát vagy fa alkatrészt sem tartalmaz. Anyaga korculai, braci, rabi és krki kő és márvány. Még a dongaboltozat is tartóhoronyba csúsztatott nagy kőlapokból készült.
Reneszánsz hatás erőteljesebb érvényesülése a Dalmatinac halála után munkáját továbbfolytató tanítványának, Niccolo Fiorentinónak tulajdonítható. Fiorentino szintén haláláig, 1505-ig építette a templomot. Az ő megoldása a főhajó szerkezeti jellegzetességét képező dongaboltozása és a főhomlokzatnak a dongaboltozathoz idomuló lekerekítése.
A katedrális viszonylag egyszerű homlokzatának alsó része még tisztán gótikus, a rózsaablakot és az azt közre vevő két oszlopot azonban már a reneszánsz méltóságteljes aránytartása jellemzi.
A katedrálisnak a térre néző oldalsó főkapuja, az úgynevezett Oroszlán kapu, – rituális és művészi tekintetben is - román-gótikus szellemet sugároz. A két oroszlán hordozta oszlopon gótikus vonalú Ádám és Éva képmás. Fölötte csúcsíves tabernákulumban Szent Péter és Pál szobra volt, mely a délszláv háború idején megsérült (helyén most felirat található).
A kis térre nyíló nyugati gótikus főkaput két oldalról a tizenkét apostol képmása díszítette, középen Krisztus ábrázolásával (melyek szintén megsérültek (helyük ma üresen áll), .
A katedrális külső falának szentély felőli szobrászati kialakítása különösen figyelemre méltó: a jellegzetes reneszánsz fülkécskék alatt 72 kőből faragott fej sorakozik. Ezek a különböző embertípusokat megjelenítő és különféle kort - vele különféle hangulatot - kifejező fejek Dalmatinac mester és tanítványainak az alkotásai. A hagyomány szerint a város egyes polgárait – köztük magát a mestert is - ábrázolják. A katedrális hátsó oldalának kiképzése érdekes, mert ide az építők - kihasználva a lejtős terep adottságait - a szentély alatti keresztelőkápolnát helyezték el. (A templomnak ezen a részén válik uralkodóvá az építés befejezése idején már uralkodó reneszánsz stílus.)
A templombelsőt gazdag kiképzésű gótikus oszlopsor három hajóra osztja, s itt mutatkozik meg a legjobban a dongaboltozat mesteri elrendezése. A kupolát (Fiorentino műve) a szentélyben négy rózsaszín márványoszlop tartja.
A főkaputól jobbra látható püspöksíremlék Dalmatinac alkotása, a presbitériumba vezető hatásos lépcsősor viszont Niccolo Fiorentino remeke, de a sekrestyébe vezető lépcsőkorlát már ismét Dalmatinac mestert dicséri.
A templomnak talán legművészibb része a lóhere alakú kis keresztelőkápolna, amelyet egyetlen darabból kifaragott, rendkívül finom szobrászati kialakítású hatalmas zárókő fed, alatta a keresztelőmedencével. E kápolna szobrai és domborművei is Dalmatinac alkotásai. Az áttört oszlopfőinek az az érdekessége, hogy szoprán, alt, tenor és basszus hangokra hangolva faragta ki mestere, s ezért kis dallamokat lehet kikopogtatni rajtuk. A korabeli művészet szépségét csillogtatják meg a keresztelőkápolna egyéb szobrászati díszei is.

## Külső hivatkozások

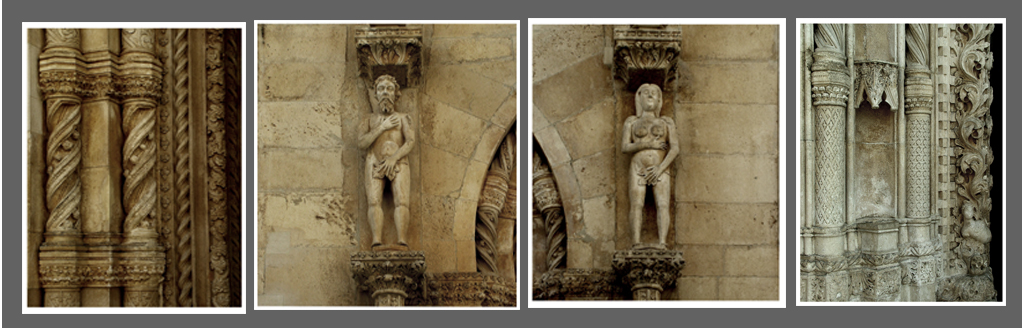
Sibenik, Katedrális Szobordíszek

- Cathedral of St. James in Šibenik at UNESCO web site (angolul)
- Cathedral of St. James at Šibenik web site (angolul)
- Cathedral of St. James at Sibenik Region Tourist Board Archiválva 2007. szeptember 29-i dátummal a Wayback Machine-ben (angolul)